# Nordlig kungsalbatross
Nordlig kungsalbatross (Diomedea sanfordi) är en fågel i familjen albatrosser inom ordningen stormfåglar.

## Utseende
Nordlig kungsalbatross är en mycket stor, svartvit albatross med en kroppslängd på 115 cm. I alla åldrar har en ljusrosa näbb med svart kant på över näbbhalvans tuggyta och hudfärgade ben. Ungfågeln har vitt på huvud, hals, övre delen av manteln, övergumpen och undersidan, på gumpen och hjässan något svartfläckad. Manteln och ryggen är vit med svarta fläckar. Ovansidan av vingen är svartbrun med vita fläckar på täckarna, medan undersidan är vit med svart spets och ett diagnostiskt svart band bakom framkanten mellan vingknogen och spetsen. Stjärten är vit med svartbrun spets.
Med stigande ålder bleknar huvud, rygg, övergump, stjärt och skapularerna och blir huvudsakligen vita. Vitt huvud och svarta kanten på näbben skiljer den från adulta vandringsalbatrossen, medan nära släktingen sydlig kungsalbatross saknar det svarta bandet på undersidan av vingen och vingens framkant är vit förutom handpennorna.

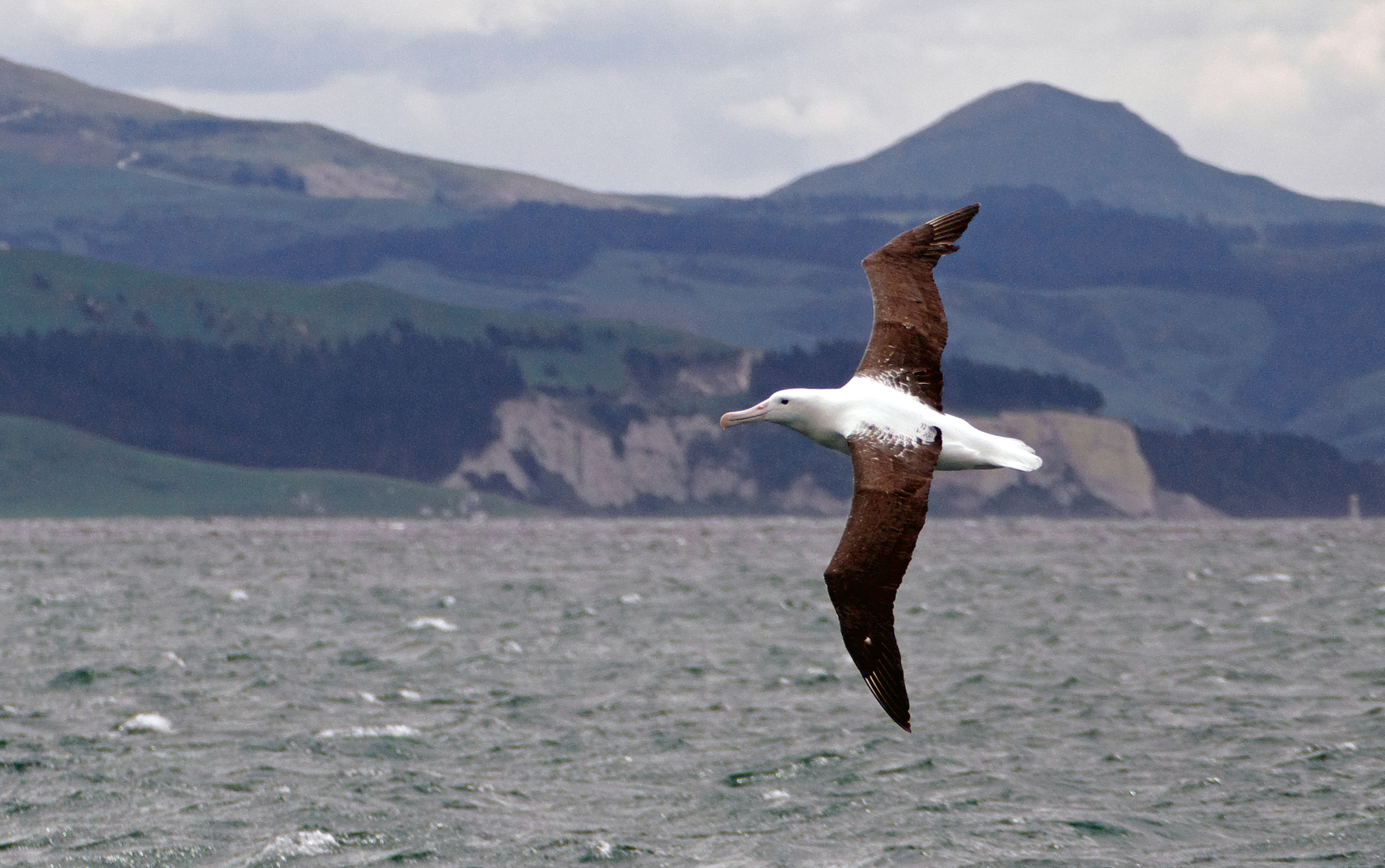

## Utbredning och systematik
Nordlig kungsalbatross häckar nästan uteslutande på öarna Forty-Fours samt Big och Little Sister Islands i Chathamöarna. En liten koloni med cirka 35 par finns även på Taiaroa Head på nyzeeländska Sydön, varav fem hybridpar med sydlig kungsalbatross. Även på Enderby Island i Aucklandöarna har arterna hybridiserat. När den inte häckar förekommer den pelagiskt cirkumpolärt i de öppna haven runt Sydpolen i Södra oceanen.

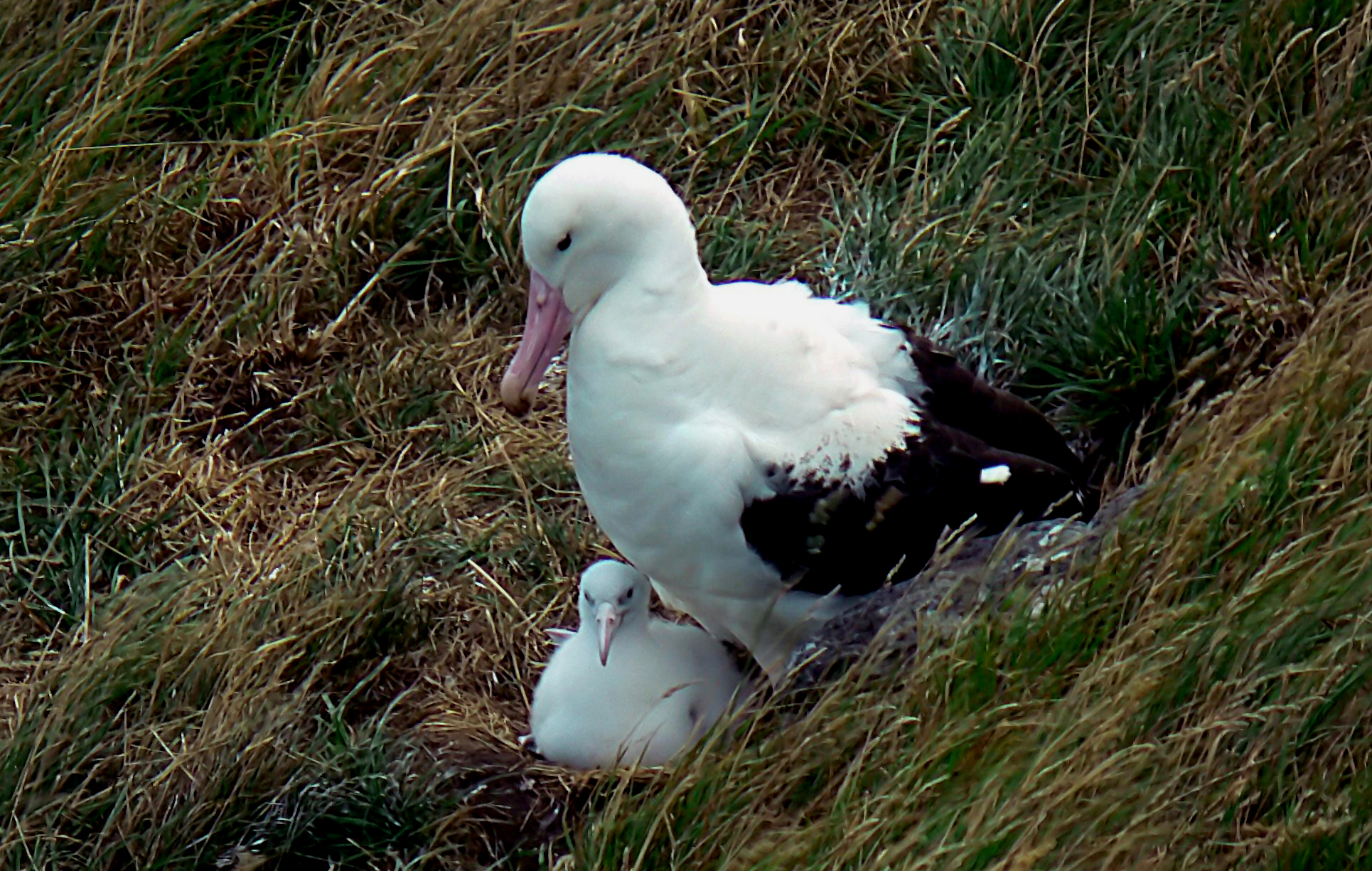
Nordlig kungsalbatross med unge.

Tidigare behandlades den som samma art som sydlig kungsalbatross (Diomedea epomophora).

## Status
Nordliga kungsalbatrossen har ett begränsat utbredningsområde. Efter kraftiga stormar på 1980-talet försämrades dess levnadsmiljö och häckningsframgångarna minskade. Internationella naturvårdsunionen IUCN kategoriserar den därför som starkt hotad. Världspopulationen uppskattas till 17 000 vuxna individer.

## Namn
Fågelns vetenskapliga artnamn hedrar Dr Leonard Cutler Sanford (1868-1950) amerikansk zoolog som organiserade expeditionerna Whitney-Sanford South Pacific samt sponsrade American Museum of Natural History Mt Hagen Expedition.